# Volumen porazdelitve
Volúmen porazdelítve (tudi volúmen distribúcije, oznaka VD) je v farmakologiji prostornina, v kateri se porazdeljuje zdravilna učinkovina, ko pride v centralni krvni obtok. Ne gre za dejansko, temveč teoretično prostornino, ki bi bila potrebna, da bi se aplicirana količina učinkovine porazdelila do dejanske izmerjene koncentracije učinkovine v krvni plazmi. Volumen porazdelitve se določa tako za peroralno kot parenteralno aplicirana zdravila in ponazarja porazdelitev zdravila med krvno plazmo in drugimi predeli organizma.
VD ponazarja obseg porazdeljevanja učinkovine v telesnih tkivih; višja je vrednost VD, več učinkovine se porazdeli iz plazme v tkiva. Vrednost volumna porazdelitve je lahko višja od dejanske vrednosti volumna tekočin v telesu (okoli 42 litrov pri odraslem človeku), kar pomeni, da se taka učinkovina kopiči v tkivu. Na primer maščobotopne učinkovine se kopičijo v maščevju, tetraciklini in težke kovine v kostnini ipd. in v takih primerih, ko se učinkovina kopiči v določenem tkivu bodisi zaradi aktivnega transporta ali specifične vezave v tkiva, lahko VD tudi večkratno preseže anatomsko prostornino telesa.
Na splošno velja, da je za visoko maščobotopne (nepolarne) učinkovine, učinkovine, ki slabo ionozirajo in tiste, ki se slabo vežejo na plazemske beljakovine, vrednost porazdelitvenega volumna višja kot za bolj polarne učinkovine in tiste, ki v večji meri ionizirajo ali se bolj vežejo na plazemske beljakovine. Vrednosti VD za določeno učinkovino so lahko povišane pri ledvičnem popuščanju (zaradi zastajanja tekočine v telesu) in odpovedi jeter (zaradi sprememb v volumnu telesnih tekočin in količini plazemskih beljakovin). Pri izsušitvi (dehidraciji) pa je lahko porazdelitveni volumen zmanjšan.

## Formula za izračun
Volumen porazdelitve se izračuna po naslednji formuli:
{\displaystyle {V_{D}}={\frac {\mathrm {skupna\ kolicina\ ucinkovine\ v\ telesu} }{\mathrm {koncentracija\ ucinkovine\ v\ krvni\ plazmi} }}}
Za izračun odmerka, potrebnega za doseganja določene plazemske koncentracije učinkovine, je zato potrebno poznavanje volumna porazdelitve. VD ne predstavlja fiziološke vrednosti, temveč odraža, kako se določena učinkovina porazdeljuje v telesu v odvisnosti od njenih fizikalno-kemijskih lastnosti (topnost, naboj, velikost ...).
Vrednost VD se običajno podaja v litrih (L).